# B-typ natriuretisk peptid

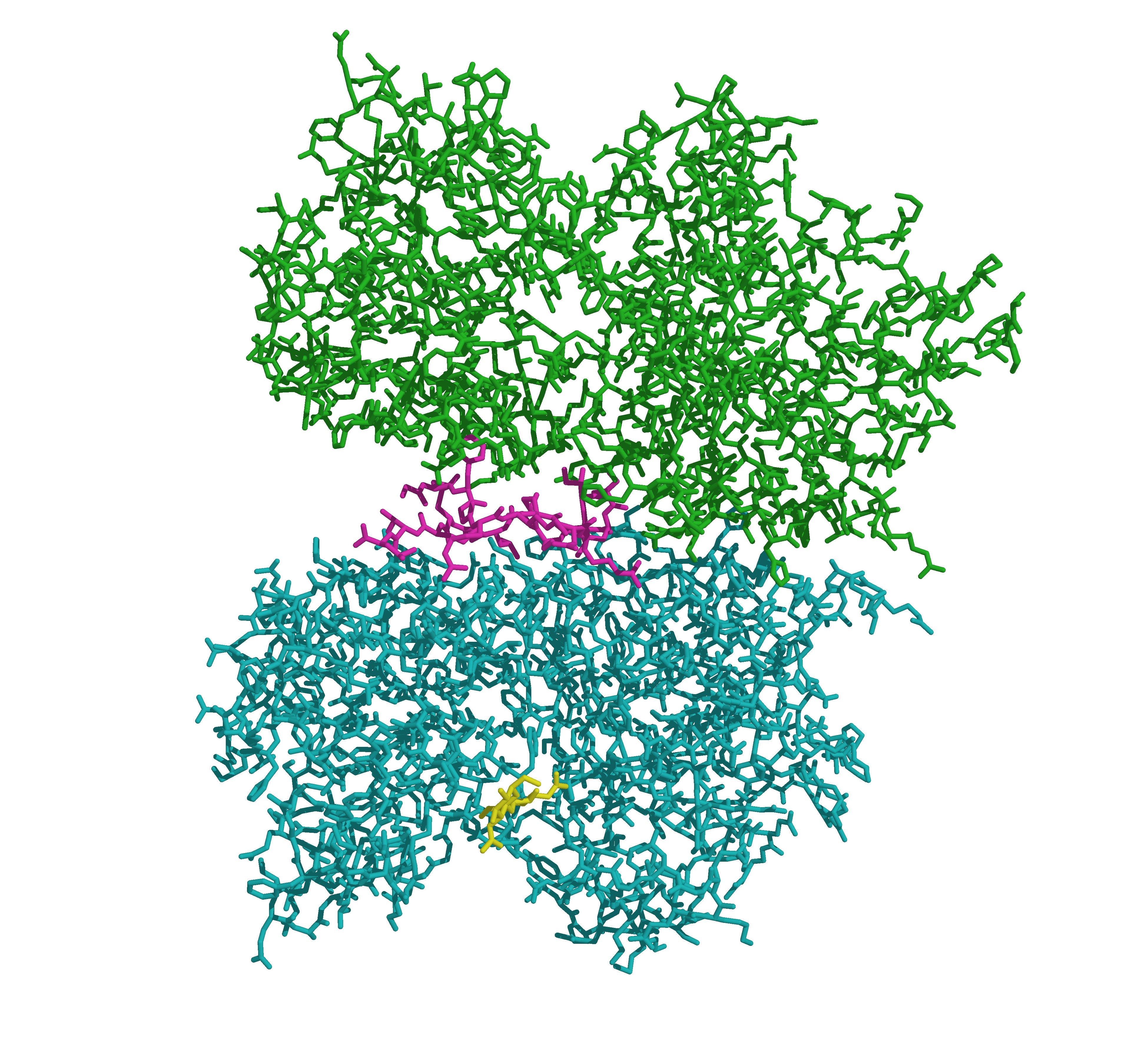
Tredimensionell bild av BNP (lila) med ANP-receptor (gul).

B-typ natriuretisk peptid eller BNP (förkortning för engelskans brain natriuretic peptide), även kallad natriuretisk peptid av B-typ, är en form av natriuretiska peptider, peptidhormoner som utsöndras från hjärtats kammare, och som spelar roll för osmoregleringen. Peptiden upptäcktes först i hjärnan hos grisar, därav namnet.
BNP är en 32 aminosyror lång natriuretisk polypeptid som lagras i hjärtats ventriklar, som svar på överdriven sträckning av kardiomyocyterna. BNP orsakar vasodilation och därmed minskat systemiskt blodflödesmotstånd genom att binda till natriuretisk förmaksfaktor (NPRA). Dessutom ökar BNP natriuresen (utsöndring av natrium) och minskar på så sätt blodvolymen genom att öka urinmängden, samt vidgar blodkärlen. Dessa två effekter ger ett minskat blodtryck. BNP stärker hjärtats funktioner.
BNP mäts i blodet på hjärtpatienter i diagnostiskt syfte och för att bättre kunna fastställa prognosen för patienter med hjärtsvikt.